# Tramping Lake n.º 380
Tramping Lake n.º 380 es un municipio rural canadiense situado en la provincia de Saskatchewan.

## Superficie
Tramping Lake n.º 380 tiene una superficie de 605,12 km².

## Demografía
En 2021, tenía 402 habitantes, una densidad poblacional de 0,7 hab./km², y 83 viviendas.